# マルゲリータ・ゴンザーガ (1564-1618)
マルゲリータ・ゴンザーガ（Margherita Gonzaga, 1564年5月27日 - 1618年1月6日）は、イタリア・マントヴァ公国の支配者ゴンザーガ家の公女で、フェラーラ、モデナおよびレッジョ公アルフォンソ2世の3番目の妻。

## 生涯
マントヴァ公グリエルモとその妻で神聖ローマ皇帝フェルディナント1世の娘であるエレオノーレの間の第2子、長女として生まれた。1579年2月24日にフェラーラにおいて、30歳年上のアルフォンソ2世と結婚した。アルフォンソ2世の先妻バルバラはマルゲリータの母の妹であった。マルゲリータは期待されていた夫の世継ぎを産むことが出来なかった。1597年にアルフォンソ2世が死ぬと、モデナとレッジョはその庶系の従弟チェーザレが相続を許されたが、フェラーラはエステ家領から没収されて教皇領に回収された。